# Cwmdu

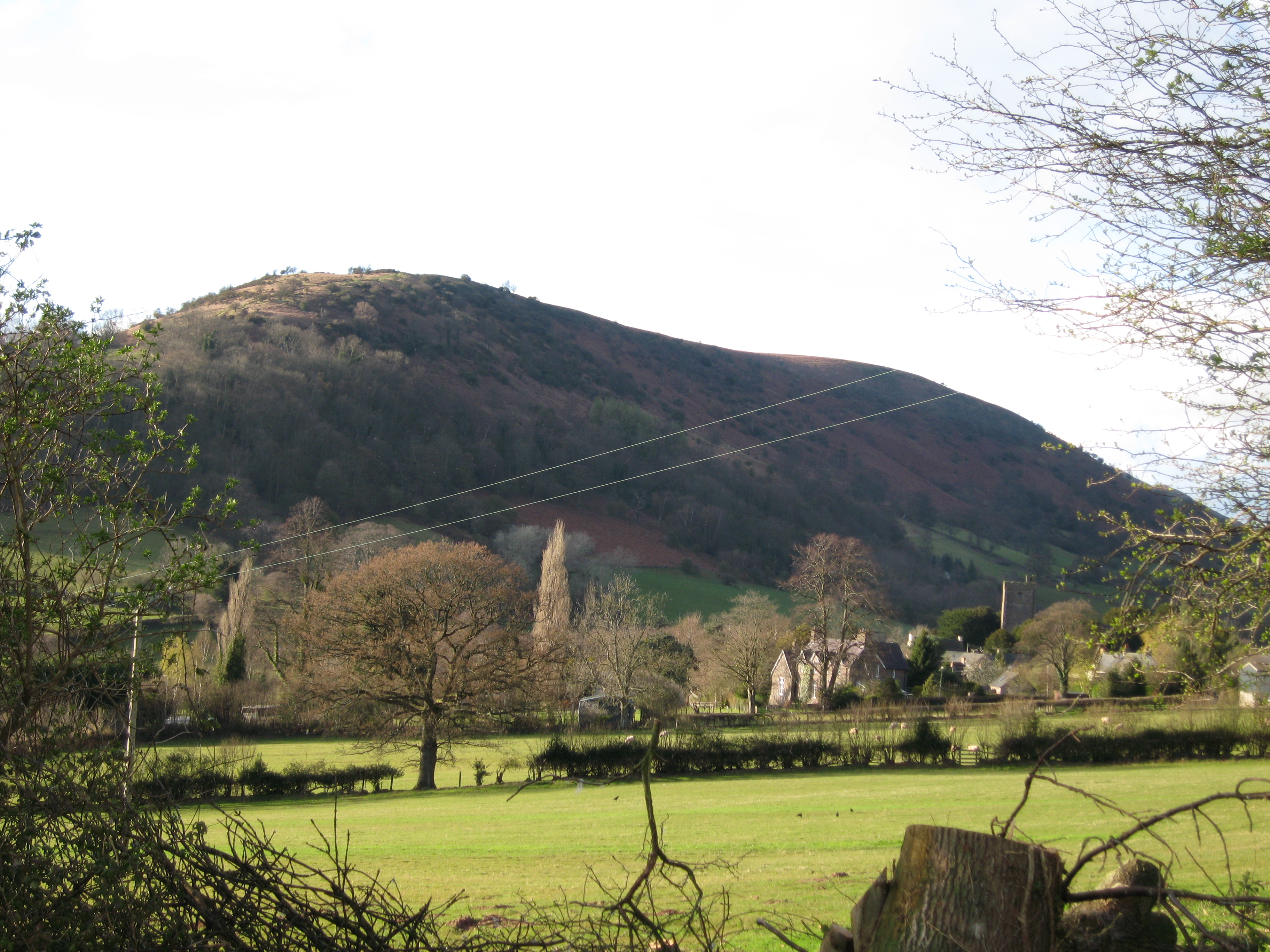
Widok ogólny Cwmdu

Cwmdu (IPA /'kʊmdi/) – wieś w Wielkiej Brytanii, w Walii w hrabstwie Powys, w górach Black Mountains – najwyższym masywie południowej Walii. Wieś jest centrum turystycznym i bazą wypadową dla udających się w Black Mountains, jak również ośrodkiem rowerowej turystyki górskiej. Nazwa wywodzi się z języka walijskiego (Cwm Ddu) i oznacza "czarną dolinę".